# Ebenavia boettgeri
Ebenavia boettgeri — вид геконоподібних ящірок родини геконових (Gekkonidae). Мешкає на Мадагаскарі та на Маврикії. Вид названий на честь німецького зоолога Оскара Беттгера. Раніше вважався конспецифічним з Ebenavia inunguis, однак за результатами низки досліджень був визнаний окремим видом.

## Поширення і екологія
Ebenavia boettgeri мешкають на сході острова Мадагаскар, на прибережних островах, зокрема на Нусі-Бураха і Нусі-Мангабе, а також на острові Маврикій. Вони живуть у вологих рівнинних тропічних лісах. Зустрічаються на висоті до 425 м над рівнем моря.